# Centennial State Forest
 (juillet 2021).
Pour les articles homonymes, voir Centennial.
La Centennial State Forest est une aire protégée américaine dans le comté de Cass, au Minnesota.